# Meioneta parva
Meioneta parva là một loài nhện trong họ Linyphiidae.
Loài này thuộc chi Meioneta. Meioneta parva được Richard C. Banks miêu tả năm 1896.